# Ocean Heights
Ocean Heights ist ein 310 Meter hoher Wolkenkratzer in Dubai. Das Gebäude besitzt 82 Stockwerke, die zu Wohnzwecken dienen. Das Architekturbüro Aedas, unter anderem bekannt für das Pentominium,  entwarf das Gebäude. Projektentwickler war das Unternehmen DAMAC Properties.
Die Grundsteinlegung fand im Jahr 2007 statt, die maximale Höhe wurde im Frühjahr 2010 erreicht und seit 2010 ist das Gebäude auch bezugsfertig.

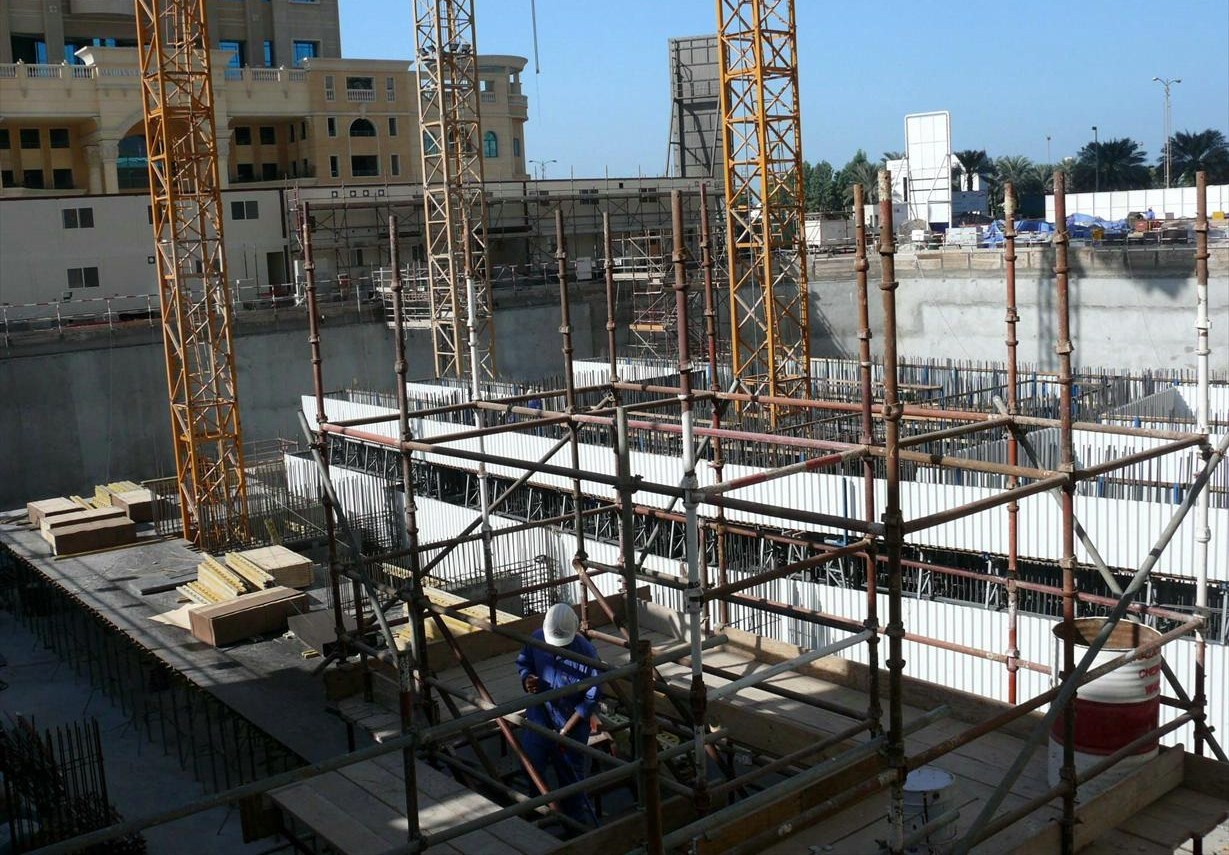
Ocean Heights im Bau, Dezember 2007